# Władimir Tarasow
Władimir Iljicz Tarasow (ros. Владимир Ильич Тарасов; ur. 7 lutego 1939) – radziecki i rosyjski reżyser i twórca filmów animowanych. Zasłużony Działacz Sztuk RFSRR (1989). Członek Międzynarodowego Stowarzyszenia Twórców Filmu Animowanego (ASIFA).
Wraz z Wiaczesławem Kotionoczkinem w 1993 roku stworzył 17 i 18 odcinek kreskówki Wilk i Zając.

## Wybrana Filmografia

### Reżyser
- 1971: «СТАРАЯ ФОТОГРАФИЯ»
- 1972: «С ДНЕМ РОЖДЕНИЯ»
- 1973: «СПАСИБО»
- 1973: «КОВБОИ В ГОРОДЕ»
- 1976: «ЗЕРКАЛО ВРЕМЕНИ»
- 1976: «СТАДИОН ШИВОРОТ-НАВЫВОРОТ»
- 1977: Naprzód Marsz, już czas! (ВПЕРЕД, ВРЕМЯ!)
- 1978: «КОНТАКТ (Kontakt)»
- 1979: Strzelnica (ТИР)
- 1980: «ВОЗВРАЩЕНИЕ»
- 1982: «ПУГОВИЦА»
- 1983: «ЮБИЛЕЙ»
- 1985: «КОНТРАКТ»
- 1988: «ПЕРЕВАЛ»
- 1989: «АГЕНТ УХОДИТ В ОКЕАН»
- 1989: «В ОБЪЯТЬЯХ РУССКОЙ РАЗВЕДКИ»
- 1989: «СЧАСТЛИВЫЙ СТАРТ 1»
- 1989: «СЧАСТЛИВЫЙ СТАРТ 2»
- 1989: «СЧАСТЛИВЫЙ СТАРТ 3»
- 1990: «ПРИКЛЮЧЕНИЯ МЕДВЕЖОНКА»
- 1990: «СЧАСТЛИВЫЙ СТАРТ 4»
- 1991: «ПОДВОДНЫЕ БЕРЕТЫ»
- 1993: Wilk i Zając (odcinek 17) (НУ, ПОГОДИ! (Выпуск 17)
- 1993: Wilk i Zając (odcinek 18) (НУ, ПОГОДИ! (Выпуск 18)

### Inscenizator
- 1966: Wspaniały stateczek (ГОРДЫЙ КОРАБЛИК)
- 1968: «ОРЛЕНОК (Orzełek)»
- 1969: Śnieżynka (СНЕГУРКА)
- 1970: «ОБЕЗЬЯНА С ОСТРОВА САРУГАСИМА (Małpy z wyspy Sarugasima)»
- 1971: «ТРИ БАНАНА (Trzy banany)»

### Animator
- 1961: «МУРАВЬИШКА-ХВАСТУНИШКА (Mrówka-przechwałka)»
- 1966: «СВЕТЛЯЧОК N 7 (СЛЕДОПЫТ)(Ważka nr 7 – tropiciel)»